# Пугачов Семен Андрійович
Семе́н Андрі́йович Пугачо́в (25 лютого 1889, місто Рязань, тепер Російська Федерація — 23 березня 1943, виправно-трудовий табір міста Тавда Свердловської області, тепер Російська Федерація) — радянський військовий діяч, комкор. Член ВУЦВК. 

## Життєпис
Народився в Рязані в родині вчителя 2-ї чоловічої гімназії Андрія Гавриловича Пугачова, який походив із дворян. Мати померла під час пологів Семена. У 1906 році закінчив 2-у Рязанську чоловічу гімназію із золотою медаллю.
З 10 (23) липня 1906 року — на військовій службі в російській імператорській армії. Закінчив у 1908 році Олексіївське військове училище в Москві. У 1908 році служив у 219-му Юхновському піхотному резервному полку (полк дислокувався у місті Моршанську), пізніше переведений до 137-го піхотного Ніжинського полку. У 1914 році закінчив Імператорську Миколаївську військову академію по 1-му розряду. Служив у штабі Іркутського військового округу.
З березня 1915 року брав участь у Першій світовій війні: старший ад'ютант штабу 6-го Сибірського армійського корпусу, в 1916 році — штаб-офіцер для доручень штабу цього корпусу, з липня 1917 року — в.о. помічника начальника відділу управління генерал-квартирмейстера Північного фронту. Після жовтневого перевороту 1917 року був консультантом при штабі фронту, в березні 1918 року демобілізований. Перебував у Пскові, був включений до складу Псковської Ради робітничих та солдатських депутатів.
У квітні 1918 року добровільно вступив до Червоної армії. Служив у штабі Уральського військового округу, виконував особливі доручення командування, потім був начальником відділу формування та виконував посаду начальника штабу округу. З квітня 1919 року — начальник оперативного відділу штабу 2-ї армії Східного фронту, воював проти військ адмірала Колчака. З вересня 1919 року — начальник оперативного управління Особливої групи Південного фронту, з жовтня 1919 року — начальник оперативного управління Південно-Східного фронту, з січня 1920 року — начальник оперативного управління  Кавказького фронту. З березня 1920 по травень 1921 року — начальник штабу Кавказького фронту. Займався розробкою оперативних планів щодо розгрому білих армій на Північному Кавказі.
З червня 1921 року — начальник штабу Окремої Кавказької армії (у січні — лютому 1922 року тимчасово виконував обов'язки командувача армії), і одночасно з липня 1922 року — помічник народного комісара військово-морських справ Закавказької Соціалістичної Федеративної Радянської Республіки.
З серпня 1923 по квітень 1924 року — командувач військ Туркестанського фронту. Під його керівництвом здійснювалися активні операції проти басмачів на територіях Бухарської та Хорезмської республік.
З травня 1924 року командував Кавказькою Червонопрапорною армією. У 1924 році брав участь у придушенні меншовицького повстання в Грузії.
У лютому 1925 — вересні 1928 року — заступник начальника Штабу РСЧА. Був одним із активних учасників і соратником Михайла Фрунзе у проведенні в 1924—1925 роках військової реформи в СРСР. У 1927—1928 роках — військовий консультант у складі радянської делегації на підготовчій комісії з підготовки Женевської конференції зі скорочення озброєнь.
З грудня 1928 по лютий 1931 року — помічник командувача військ і начальник штабу Українського військового округу. 
Заарештований у справі «Весна» в ніч проти 1 березня 1931 року, винним себе визнав. Проте на очній ставці з Бежановим, проведеній через десять днів у присутності Сталіна, Молотова, Ворошилова та Серго Орджонікідзе, від даних раніше показань відмовився. Після чого його звільнили із арешту.
З березня 1931 по вересень 1932 року — начальник штабу Середньоазіатського військового округу. 
З вересня 1932 року — начальник Військово-транспортної академії РСЧА.
У 1934 році за рекомендацією Орджонікідзе та Кірова вступив до ВКП(б). Під час Великого терору в 1937 році виключений з ВКП(б) «за зв'язок з ворогами народу». Пізніше знятий з посади і звільнений з РСЧА через політичну недовіру. 
10 жовтня 1938 року заарештований. 26 жовтня 1939 року Військовою колегією Верховного суду СРСР за звинуваченням в участі у військовій змові засуджений до 15 років позбавлення волі з поразкою в політичних правах на 5 років та з конфіскацією майна, позбавленням військового звання комкор. Відбував термін у Північно-Уральському виправно-трудовому таборі. Помер у виправно-трудовому таборі міста Тавда Свердловської області 23 березня 1943 року.
30 червня 1956 року посмертно реабілітований ухвалою Військової колегії Верховного суду СРСР.

## Звання
- підпоручник (15.06.1908)
- поручник (14.06.1911)
- штабс-капітан (14.06.1915)
- капітан (пр. 15.08.1916)
- комкор (20.11.1935)

## Нагороди
- орден Червоного Прапора (9.06.1921)
- орден Червоного Прапора Азербайджанської РСР (04.04.1925)
- орден Червоного Прапора Хорезмської Народної Радянської Республіки (2.02.1925)
- орден Червоної Зірки 1-го ступеня Бухарської Народної Радянської Республіки (2.02.1925)
- орден Святого Станіслава 3-го ступеня (8.05.1914)
- орден Святої Анни 4-го ступеня з написом «За хоробрість» (4.04.1915)
- орден Святого Станіслава 2-го ступеня з мечами (6.06.1915)
- орден Святої Анни 3-го ступеня з мечами та бантом (14.10.1915)
- орден Святої Анни 2-го ступеня з мечами (7.03.1917)